# シヌゥ
シヌゥ （朝: 신우、1991年6月16日 - ）は、韓国の歌手、作詞家、作曲家、ドラマ・ミュージカル俳優。音楽グループB1A4のメンバーである。身長 182cm、血液型 A型。本名はシン・ドンウ(신동우)。

## 人物
- 兵役法に基づいて徴兵され大韓民国陸軍第27歩兵師団にて軍服務(2019年1月～2020年8月)

### 学歴
- 奉呈小学校（卒業）
- ボンミョン中学校（卒業）
- ボンミョン高校（卒業）
- 漢陽大学校演劇映画学科（在学中）

## 作品

### 作詞・作曲
B1A4
クレジットのあるアルバム
- It B1A4 (2012年)
- Ignition (2012年)
- 1 (2012年)
- What's Happening? (2013年)
- Who Am I (2014年)
- Solo Day (2014年)
- Sweet Girl (2015年)
- 3 (2016年)
- Good Timing (2016年)
- 4 (2017年)
- Rollin (2017年)
- 5 (2018年)
- Origine(2020年)
- CONNECT (2024年)

### ドラマOST
- 愛を見つける方法(2016年) - 『シンデレラと4人の騎士オリジナル・サウンドトラック』収録[2]
- tvN「賢い監房生活」(2018年)[3]
- tvN「ゴースト・ドクター」(2022年)

## 出演

### テレビ

#### テレビドラマ
- KBS「天女がいなきゃ？！」シヌ役
- SBS「復讐の女神」ペ・ドファン役
- tvNドラマプロジェクトO'PENing作品「1等当選金を受け取ってください」キム・ヒョヌ役[4]

#### バラエティー番組
- KBS 2TV「ハッピートゥゲザー4」
- MBC every1「ビデオスター」

#### MC
- SBS「SBS人気歌謡」のスペシャルMC（2015年8月17日）

### 舞台
演劇
- 「きらびやかで輝かしい」ショウタ役(2024年)

ミュージカル
- 「チェス」アナトリー・セルゲイフスキー役 (2015年)
- 「三銃士」ダルタニャン役 (2016年)
- 「ハムレット」ハムレット役 (2017年)
- 「光州」パク・ハンス役（2021年4月)
- 「女神様が見ている」リュ・スンホ役
- 「楽園」イ·ガン役